# Sorsjegyesek
A Sorsjegyesek (eredeti cím: It Could Happen to You) 1994-es amerikai romantikus filmvígjáték, Nicolas Cage és Bridget Fonda főszereplésével.
A történet egy New York-i rendőrről szól, aki a lottószelvényével "fizet" egy pincérnőnek, mert nincs nála készpénz. Később kiderül, hogy 
milliókat nyert a lottón és nyereményét a szavát betartva, becsületesen megosztja a nővel. A film valódi események alapján készült és jelentős hasonlóságot mutat a Snopes-on dokumentált eseménnyel. Ebben a filmben szinkronizálta először Józsa Imre Nicolas Cage-et.

## Cselekménye
|  | Alább a cselekmény részletei következnek! |

Charlie Lang rendőr (Nicolas Cage) kedves, jólelkű ember, aki szereti a munkáját, és New York Queens nevű negyedét, ahol lakik. Felesége, Muriel (Rosie Perez) fodrászszalont működtet és ellentétben Charlie-val önző, kapzsi és anyagias, aki folyton panaszkodik. Yvonne Biasi pincérnő (Bridget Fonda) csődbe megy, mert férje, Eddie (Stanley Tucci), akitől még nem sikerült elválnia, kiürítette közös bankszámlájukat és 12 ezer dollár tartozást halmozott fel. Charlie az étteremben találkozik Yvonne-nal, aki ott dolgozik. Charlie-nak nincs aprója, hogy borravalót hagyjon a kávéért, ezért megígéri, hogy ha nyer a lottón, akkor megfelezik a nyereményt. A következő napon Charlie lottószelvénye lesz az egyik nyertes, amivel a 64 millió dollárnyi össznyereményből négymilliót nyer. Charlie betartja ígéretét felesége minden tiltakozása ellenére. Ő és Yvonne szinte azonnal híressé válnak. Yvonne megvásárolja azt azt éttermet, ahol dolgozik és egy asztalt Charlie Langról nevez el, ahol a nincstelenek ingyen étkezhetnek.
Charlie egy élelmiszerbolti rablás meghiúsítása közben megsebesül a bal karján, emiatt hős lesz, kitüntetik, ezért egy időre betegszabadságra megy.
Egy társasági összejövetelen, egy luxushajón Muriel megismerkedik a gazdag Jack Gross üzletemberrel, és kölcsönös vonzalom alakul ki köztük. Eközben Charlie és Yvonne sok időt töltenek együtt, egy alkalommal az összes utas jegyét kifizetik a metrón. Egy másik alkalommal kibérlik a Yankee stadiont és gyerekeket visznek oda baseballt játszani. Murielnek azonban elege van abból, hogy Charlie eladományozza a pénzét, ezért kidobja a lakásból és kérvényezi a válást. Aznap este Yvonne lakásában megjelenik a férje és 50 000 dollárt követel, ezért Yvonne elmenekül. Charlie és Yvonne véletlenül a Plaza Hotelben futnak össze, majd együtt töltik az éjszakát. A média kiszagolja és felkapja a hírt.
Muriel a válóper során Charlie-tól az összes megnyert pénzt követeli. Charlie nem bánja, hogy vissza kell adnia az ő részét, mert nem érdekli a pénz, de Muriel az Yvonne-nak adott részt is visszaköveteli. Muriel a bírósághoz fordul és az esküdtszék az ő javára dönt.
A rendőr szerelmes a pincérnőbe, ezért felkeresi őt az étteremben és elmondja neki, hogy számára a pénz semmit sem jelent és hogy szereti őt. Este egy szegény koldus kér egy tányér levest, akit az  Yvonne által bevezetett szokásnak megfelelően beengednek és megvendégelnek. A szegény koldus nem más, mint a híres fotóriporter, Angel Dupree, aki másnap megírja, hogy a pár még a legsötétebb órákban sem hagyja cserben a szegény rászorulókat. New York lakosait megérinti Charlie és Yvonne nagylelkűsége, ezért „A zsaru és a pincérnő” jeligével gyűjteni kezdenek, így 600 000 dollár jön össze, ami elég arra, hogy Yvonne visszavásárolja az éttermet.
Miután Muriel feleségül ment Jack Gross-hoz, az elszedi Muriel minden pénzét és elmenekül az országból. Ezután Murieln visszaköltözik az anyjához Bronxba és folytatja korábbi munkáját.
Eddie Biasi, aki elvált a Yvonne-tól, taxisofőr lesz. Charlie boldogan visszatér a rendőrséghez. A történet végén Charlie és Yvonne összeházasodnak és egy hőlégballonnal mennek nászútra, amin „A zsaru és a pincérnő” felirat olvasható.
|  | Itt a vége a cselekmény részletezésének! |

## Szereplők
| Karakter          | Színész          | 1. magyar hang         | 2. magyar hang   |
| ----------------- | ---------------- | ---------------------- | ---------------- |
| Charlie Lang      | Nicolas Cage     | Józsa Imre             | Józsa Imre       |
| Yvonne Biasi      | Bridget Fonda    | Györgyi Anna           | Tóth Enikő       |
| Muriel Lang       | Rosie Perez      | Biró Anikó             | Murányi Tünde    |
| Bo Williams       | Wendell Pierce   | Sinkovits-Vitay András | Besenczi Árpád   |
| Angel Dupree      | Isaac Hayes      | Csíkos Gábor           | Végvári Tamás    |
| Jesu              | Víctor Rojas     | Szőke András           |                  |
| Jack Gross        | Seymour Cassel   | Makay Sándor           | Makay Sándor     |
| Eddie Biasi       | Stanley Tucci    | Barbinek Péter         | Kőszegi Ákos     |
| Sal Bontempo      | J.E. Freeman     | Varga Tamás            | Rudas István     |
| Walter Zakuto     | Red Buttons      | Dobránszky Zoltán      | Pálfai Péter     |
| C. Vernon Hale    | Richard Jenkins  | Melis Gábor            | Barbinek Péter   |
| Walter            | Robert Dorfman   |                        |                  |
| Timothy           | Charles Busch    |                        |                  |
| Bírónő            | Beatrice Winde   | Kassai Ilona           |                  |
| Mrs. Sun          | Ginny Yang       |                        |                  |
| Julio             | Rene Rivera      | Szokol Péter           |                  |
| Esteban           | Angel David      | Markovics Tamás        |                  |
| Csődeljárási bíró | Merwin Goldsmith | Várkonyi András        | Cs. Németh Lajos |
| Mr. Patel         | Ranjit Chowdhry  | Végh Ferenc            | Koncz István     |
| Carol             | Ann Dowd         | Koffler Gizi           |                  |
| Sun               | Kay Tong Lim     | Imre István            |                  |
| Bowling csapattag | Vincent Pastore  |                        |                  |
| Aktivista         | Emily Deschanel  |                        |                  |
| TV riporter       | Peter Jacobson   |                        |                  |

## Fogadtatás
Az amerikai filmkritikusok véleményét összegző Rotten Tomatoes 71%-ra értékelte 34 vélemény alapján.

## Filmzene
A filmzene album 1994. július 19-én jelent meg a Sony Recordsnál.
1. "Young at Heart" – Tony Bennett és Shawn Colvin
2. "They Can't Take That Away from Me" – Billie Holiday
3. "Now It Can Be Told" – Tony Bennett
4. "Swingdown, Swingtown" – Wynton Marsalis
5. "She's No Lady" – Lyle Lovett
6. "Always" – Tony Bennett
7. "Overture" – Carter Burwell
8. "I Feel Lucky" – Mary Chapin Carpenter
9. "Round of Blues" – Shawn Colvin
10. "The Search" – Carter Burwell
11. "Young at Heart" – Frank Sinatra

## A film készítése
A kávézót, ahol Yvonne dolgozik, egy parkolóban építették fel a North Moore Street és a West Broadway sarkán, Manhattan Tribeca negyedében. A forgatás során a készülő film a Cop Gives Waitress Million Dollar Tip címet viselte („a zsaru egymillió dolláros borravalót ad”).

## A valóságban megtörtént eset
1984-ben Phyllis Penzo pincérnő volt egy pizzériában, amit gyakran látogattak rendőrök is, köztük Robert Cunningham. Az év márciusában Cunningham, aki rendszeresen járt a büfébe és jól ismerte a pincérnőt, mivel egyszer nem tudott borravalót adni, azt javasolta neki, hogy válasszanak 3-3 számot a lottóhoz, majd ha nyernek, felezzék el a nyereményt. Penzo egyetértett, és bár elfelejtette az esetet, Cunningham megkereste, amikor rájött, hogy a szelvény 6 millió dollárt ér.
Ezeken az eseményeket kívül a film története fikció a szereplők hátterét és az eseményeket tekintve.
Ezért nem volt szükséges Penzo és Cunningham engedélyét kérni a film elkészítéséhez és annak jogdíjaiból sem részesültek.